# Göttinger Zeitung
Die Göttinger Zeitung (GZ) war eine lokale deutschsprachige Tageszeitung für die Stadt und den Kreis Göttingen. Sie wurde 1859 von den Gebrüdern Hofer gegründet, die in Göttingen eine Druckerei besaßen. 
Anfänglich war sie die auflagenstärkste Zeitung Südniedersachsens und konkurrierte während des Kaiserreichs mit dem 1889 gegründeten Göttinger Tageblatt. Zur Zeit der Weimarer Republik versuchte die Göttinger Zeitung sachlich und objektiv zu sein und auf parteipolitische Propaganda zu verzichten, blieb aber politisch ein Verfechter liberaler Politik. Im Zuge der Radikalisierung der Göttinger Bevölkerung, die mehrheitlich nationalistisch eingestellt war, verlor die Göttinger Zeitung bis 1932 massiv an Abonnenten. 
Nach der Machtübernahme und der Gleichschaltung der Presse durch die Nationalsozialisten war die Göttinger Zeitung aus wirtschaftlichen und politischen Gründen von der Einstellung bedroht und wurde 1935 vom Göttinger Tageblatt aufgekauft.